# بی‌اس‌دی/اواس
بی‌اس‌دی/اواس (به انگلیسی: BSD/OS) (که به صورت بی‌اس‌دی/۳۸۶ یا بی‌اس‌دی‌آی هم شناخته می‌شود) یک نسخه انحصاری از سیستم‌عامل بی‌اس‌دی یونیکس بود که توسط شرکت برکلی سافتور دیزاین (BSDi) توسعه داده می‌شد. بی‌اس‌دی‌آی شرکتی بود که توسط اعضای گروه CSRG بعد از منحل شدن این گروه بنیان نهاده شده بود تا یک نسخه از بی‌اس‌دی یونیکس را به صورت یک نرم‌افزار انحصاری برای پردازنده‌های اینتل ۳۸۶ توسعه دهند.